# Carro Armato Celere Sahariano
Carro Armato Celere Sahariano (с ит. быстрый танк для боевых действий в Сахаре,  также известен под незадокументированным обозначением M16/43) — итальянский опытный быстроходный средний танк времён Второй мировой войны, создавался по типу английского танка Crusader для действий в Северной Африке. Был построен лишь один прототип.

## История создания
Первое упоминание об этой машине относится к 24 мая 1941 года, когда данное предложение было официально оформлено в документах Верховного командования Италии и Высшей инспекции технических исследований. Спустя месяц, 23 июня, пока проект обсуждался высшим генералитетом, фирма Ansaldo изготовила полноразмерный макет танка. Проектное вооружение включало башенное 47-мм орудие.
В августе 1941 года появился значительно обновленный проект, в котором вместо стандартной многотележечной ходовой части на танке предлагалось использовать подвеску Кристи. Представленный деревянный макет танка Carro Armato Veloce в масштабе 1:10 был одобрен, и 13 августа 1941 года была разрешена постройка опытного образца танка Carro Armato Celere Sahariano.
Сборка опытного образца затянулась вплоть до весны 1942 года, на тот момент стало очевидно, что Celere Sahariano устарел и проект сразу же потерял привлекательность. В 1944 году прототип разобрали на металл.